# Johanna Sundberg
Johanna Gustafva Sundberg, född Gillberg den 20 januari 1828 i Katarina församling i Stockholm, död den 18 februari 1910 i Stockholm, var en svensk ballerina.

## Biografi
Johanna Sundberg blev elev till Sophie Daguin och Per Erik Wallqvist vid Kungliga Baletten i Operan vid åtta års ålder och dansade sin första solo 1838 som kärleken i operan Armide. Hon uppträdde i alla av den tidens elevbaletter, som abbén i Les marchandes de modes, Max i La Fille mal gardée med flera baletter. Hon fick sitt genombrott i en fandango i En karnevalsafton av Anders Selinder. 1847 studerade hon under August Bournonville i Köpenhamn. Hon var en av Bournonvilles favoritdansare och han frågade ofta efter henne under sina gästspel i Sverige.
Bland hennes roller märks abbedissans roll i Robert av Normandie, Ulla Winblads i Bellman av Bournonville, Kermessen i Brügge, Festen i Albano och Brudefärden i Hardanger av Bournonville. Hon berömdes särskilt för Smaken i Amaranterorden liksom för sina solodanser och deltagande i pas de deux i Vierländarne, La Zinguarilla och Flickorna från Xeres. Hon pensionerades 1866, men var efter detta ibland verksam som instruktör.
Johanna Sundberg gifte sig den 6 maj 1851 med skådespelaren Carl Gustaf Sundberg med vilken hon fick barnen Johanna Carolina Sundberg och Jacob Gustaf Harald Sundberg.